# Relais de la flamme paralympique 2024
Le relais de la flamme paralympique 2024, est une course de relais qui part le 23 août 2024 de Stoke Mandeville, berceau historique du sport paralympique et qui prend fin 4 jours plus tard, lors de la cérémonie d'ouverture des Jeux paralympiques d'été de 2024, le 28 août 2024 à Paris.
Il s’agit de la dixième édition de cette tradition perpétué pour la première fois en amont des Jeux paralympiques d'été de 1988 à Séoul en Corée du Sud.

## Symboles
L'ensemble des éléments du relais de la flamme sont identiques entre la flamme paralympique et la flamme olympique.
Le 23 février 2023, le Comité d'organisation des Jeux olympiques et paralympiques d'été de 2024 a choisi Mathieu Lehanneur pour le design de la torche et de la vasque olympique.

### Torche
La torche olympique est fabriquée en acier recyclé dans trois usines françaises d'ArcelorMittal : fabrication dans l'usine de Châteauneuf, dans la Loire, laminage dans celle de Florange, en Moselle, et découpage en feuilles dans l'usine de Woippy avant façonnage.
Le designer charentais Mathieu Lehanneur a imaginé des effets d'ondes et de vibrations sur la torche pour rappeler les vagues de l'eau, notamment de la Seine. Elle pèse 1,5 kg et mesure 70 cm de haut pour 3,5 cm de diamètre.
Contrairement aux éditions précédentes, le nombre de torches produites est divisé par cinq, soit un total de 2 000 exemplaires (1 500 pour les Jeux olympiques, 500 pour les Jeux paralympiques), « afin de réduire l'empreinte environnementale ».
La flamme est alimentée par une cartouche de biopropane, dont la durée de combustion est calculée pour être supérieure au temps de parcours prévu.

### Chaudron
Le chaudron olympique, fabriqué par ArcelorMittal et dessiné par Mathieu Lehanneur, a été révélé le 6 mai 2024. Il se présente sous la forme « d'un anneau en inox de 1,35 m de diamètre, surmontant un socle recouvert d'une plaque de forme hydroformée ondulée » et pèse 95 kg. Cet anneau, de couleur « or pâle assez doux [rappelant] celle de la flamme », est posé sur trois pieds où circule le gaz servant à l'allumage de la flamme ; des « centaines de micro-trous » permettent, au contact de la torche, l'allumage du chaudron.
Vingt chaudrons sont fabriqués pour les relais olympique et paralympique. Pour le relais de la flamme paralympique, ils sont produits à douze exemplaires, selon Delphine Moulin, directrice des célébrations des Jeux olympiques.

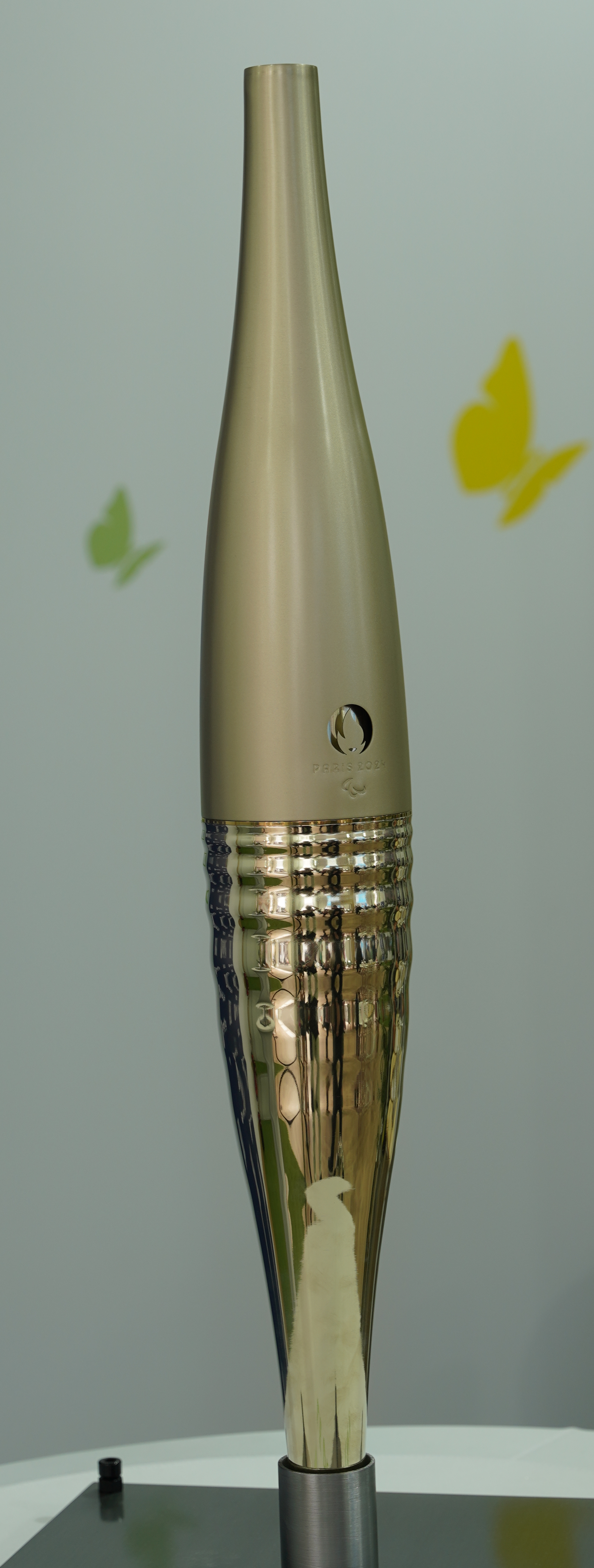
La torche
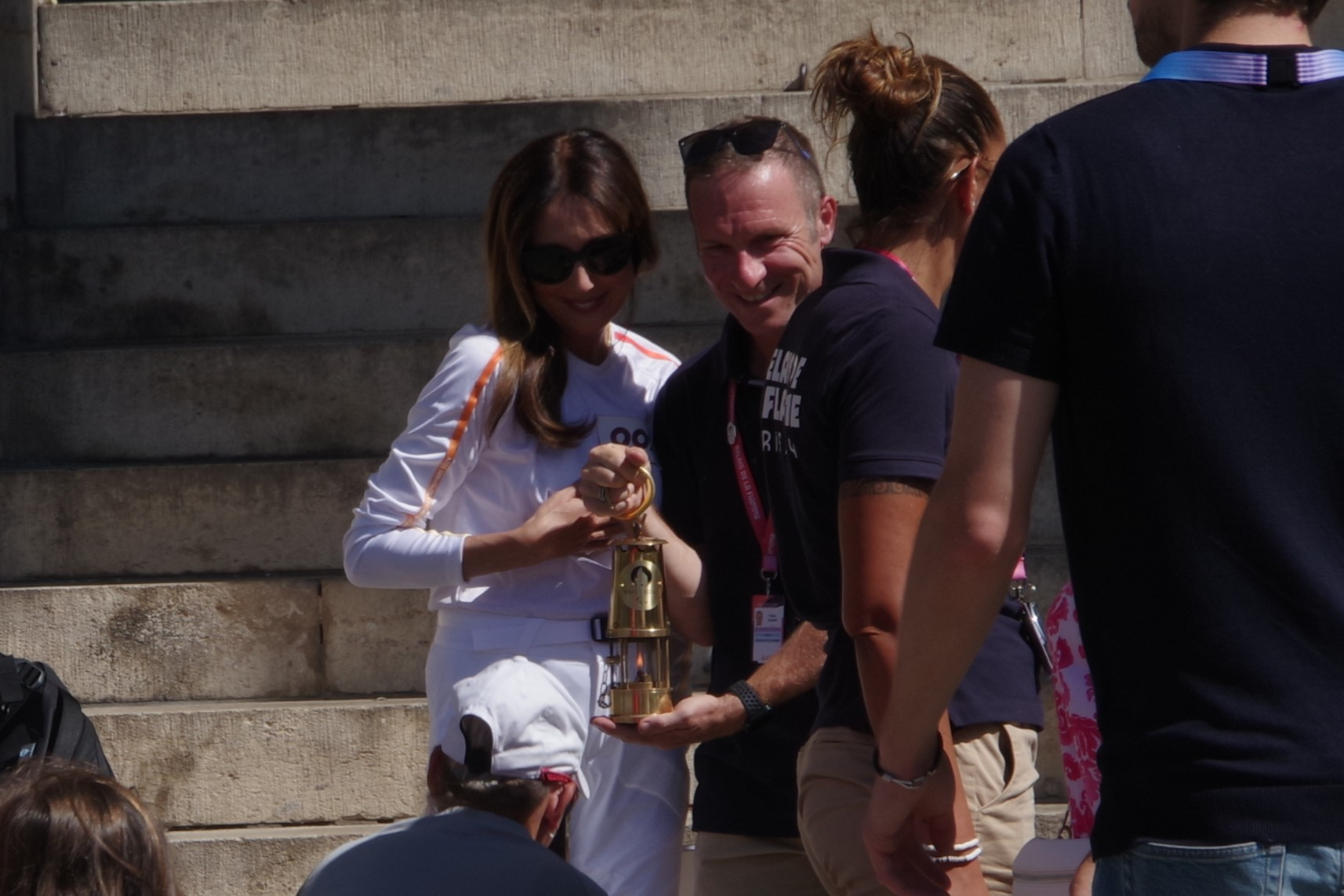
La lanterne
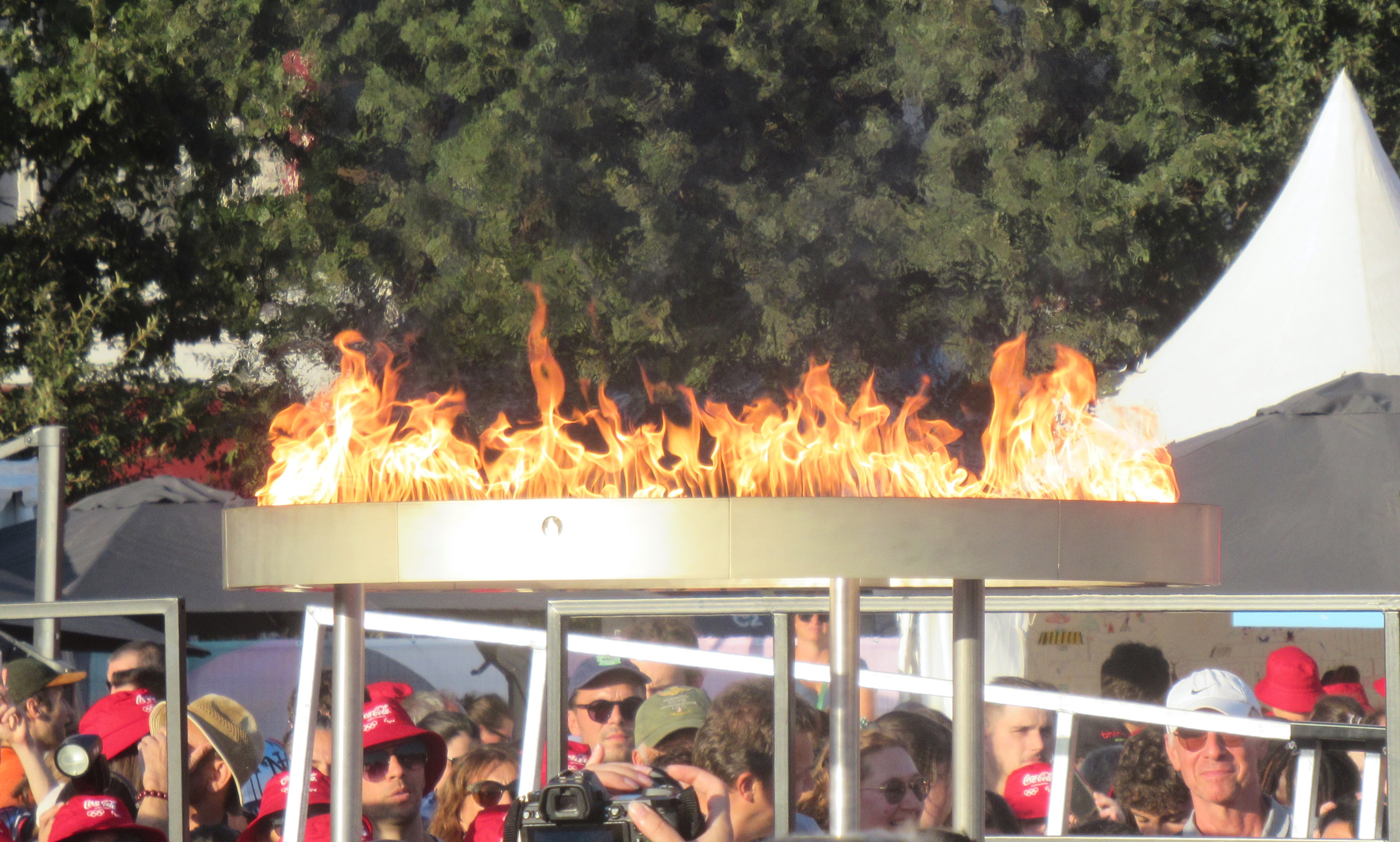
Le chaudron
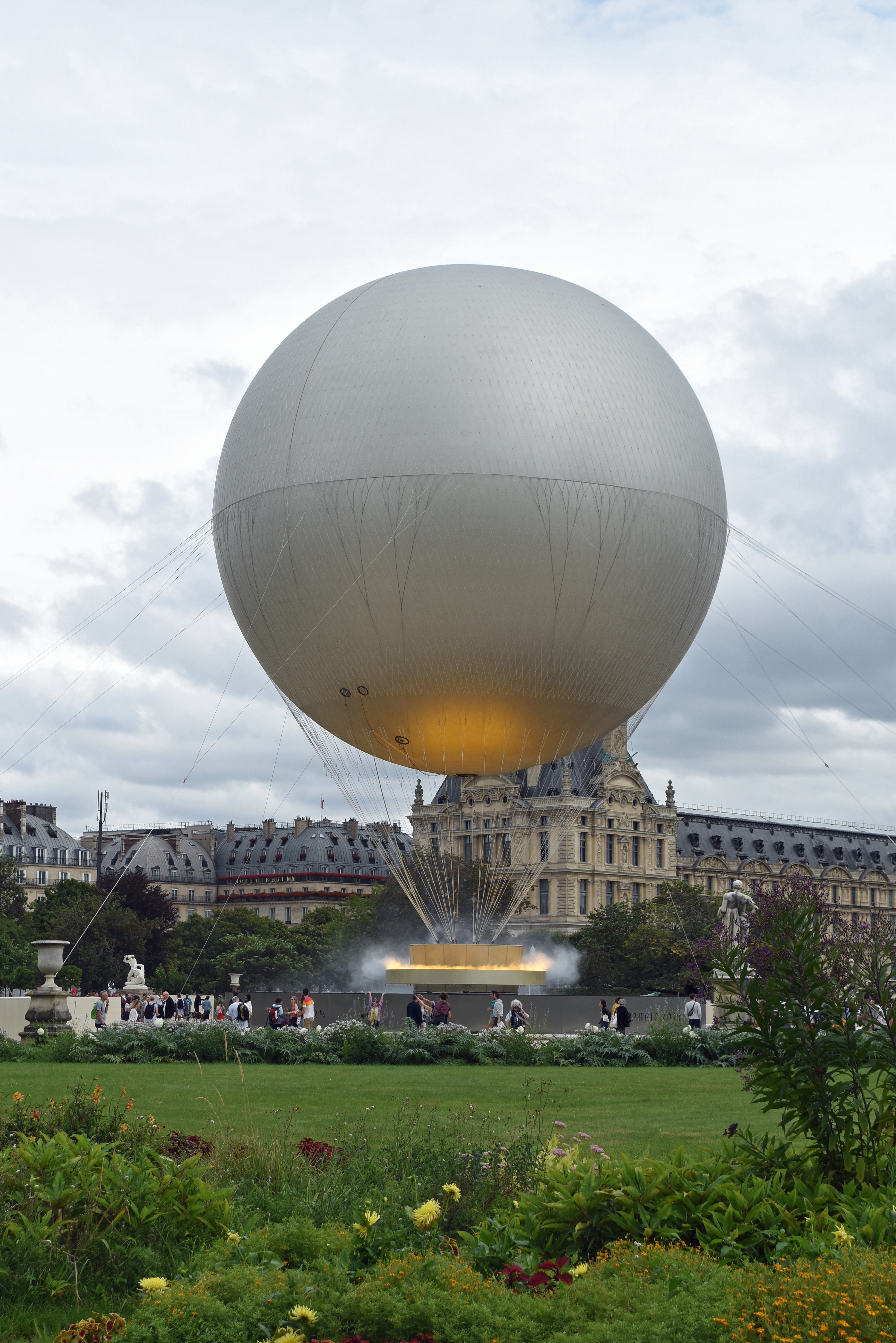
La vasque au jardin des Tuileries

## Parcours de la flamme

### Départ à Stoke Mandeville

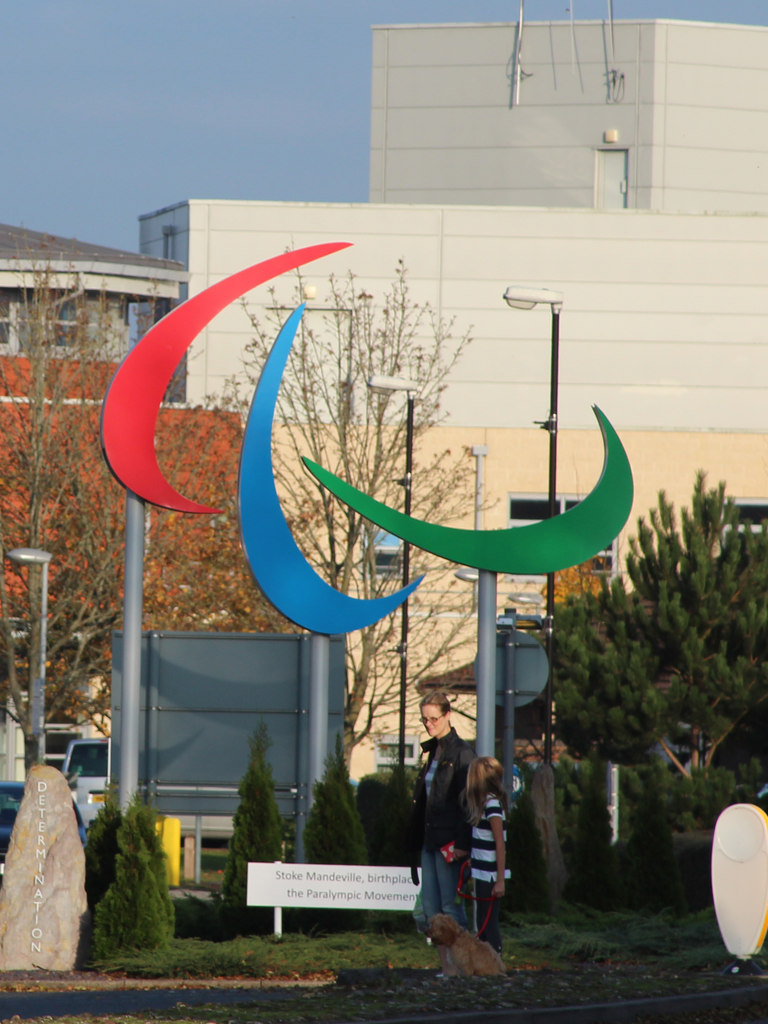
Hommage de Stoke Mandeville aux Jeux paralympiques.

Le relais commence à Stoke Mandeville, ville des premiers jeux, là où la torche paralympique a été allumée le 24 août 2024. Ensuite, la torche prend le tunnel sous la Manche, jusqu'à Calais, où elle débarque quelques heures plus tard.

### Parcours en France
Après son arrivée en France, la flamme a parcouru des villes et des régions.
Le parcours de la flamme paralympique a été révélé le 10 novembre 2023 par le Comité d'organisation des Jeux olympiques et paralympiques d'été de 2024. Contrairement à la flamme olympique, ce sont douze flammes qui circulent simultanément. Ce maillage s'étend sur toute la France (hors Corse et outre-mer) afin « d'engager un maximum de Français autour du relais de la flamme paralympique » selon le comité d'organisation.
La première étape est partie de la région Hauts-de-France, le 24 août 2024 ; l'arrivée a eu lieu le 28 août 2024 à Paris pour la cérémonie d'ouverture.
| Date    | Ville-étape | Département | Image |
| ------- | --- | --- | ----- |
| 25 août | Calais (Flamme 1) Valenciennes (Flamme 2) Amnéville (Flamme 3) Strasbourg (Flamme 4) Thonon-les-Bains (Flamme 5) Antibes/Juan-les-Pins (Flamme 6) Montpellier (Flamme 7) Lourdes (Flamme 8) La Roche-sur-Yon (Flamme 9) Lorient (Flamme 10) Saint-Malo (Flamme 11) Rouen (Flamme 12) Paris/Saint-Cloud (Flamme 13) | Pas-de-Calais (Flamme 1) Nord (Flamme 2) Moselle (Flamme 3) Collectivité européenne d'Alsace (Flamme 4) Haute-Savoie (Flamme 5) Alpes-Maritimes (Flamme 6) Hérault (Flamme 7) Hautes-Pyrénées (Flamme 8) Vendée (Flamme 9) Morbihan (Flamme 10) Ille-et-Vilaine (Flamme 11) Seine-Maritime (Flamme 12) Paris/Hauts-de-Seine (Flamme 13) |       |
| 26 août | Arras/Amiens/Chambly (Flamme 1) Laon (Flamme 2) Châlons-en-Champagne (Flamme 3) Troyes (Flamme 4) Châtillon-sur-Seine (Flamme 5) Lyon (Flamme 6) Vichy (Flamme 7) Limoges (Flamme 8) Blois (Flamme 9) Chartres (Flamme 10) Deauville (Flamme 11) Louviers (Flamme 12) | Pas-de-Calais/Somme/Oise (Flamme 1) Aisne (Flamme 2) Marne (Flamme 3) Aube (Flmame 4) Côte-d'Or (Flamme 5) Lyon (Flamme 6) Allier (Flamme 7) Haute-Vienne (Flamme 8) Loir-et-Cher (Flamme 9) Eure-et-Loir (Flamme 10) Calvados (Flamme 11) Eure (Flamme 12)                                                                             |       |
| 27 août | Montfermeil/Clichy-sous-Bois/Livry-Gargan/Sevran/Épinay-sur-Seine/Villetaneuse/Le Pré-Saint-Gervais/Pantin/Bobigny (Flamme 1) Sucy-en-Brie (Flamme 2) Valenton (Flamme 3) Trilport (Flamme 4) Fontainebleau (Flamme 5) Louvres (Flamme 6) Saint-Cloud (Flamme 7) Garches/Vaucresson (Flamme 8) Saint-Quentin-en-Yvelines (Flamme 9) Houdan/Grigny (Flamme 10) La Roche-Guyon (Flamme 11) Cergy (Flamme 12) | Seine-Saint-Denis (Flamme 1) Val-de-Marne (Flammes 2, 3) Seine-et-Marne (Flamme 4 et 5) Val-d'Oise (Flamme 6, 11 et 12) Hauts-de-Seine (Flammes 7 et 8) Yvelines (Flamme 9 et 10) Essonne (Flamme 10) |       |
| 28 août | Paris Axe 1 : Insep, Place de la Nation, Bastille, Hôtel de ville de Paris Axe 2 : Square Léon, Grange aux belles Jardin Villemin Axe 3 : La Cipale, Cimetière du Père Lachaise Axe 4 : Passerelle Simone-de-Beauvoir, Arènes de Lutèce Axe 5 : Parc Montsouris, Manufacture des Gobelins Axe 6 : Maison de l'UNESCO, Rue Masseran, Hôtel des Invalides Axe 7 : Carreau du Temple, Place Pigalle Axe 8 : Cité des Périchaux, Mairie du 15e arrondissement de Paris Axe 9 : Club France, Place des Fêtes Axe 10 : Avenue de la Grande-Armée, Parc Monceau Axe 11 : Place du Châtelet, Place Saint-Sulpice Axe 12 : Parc Clichy Batignolles, Lac inférieur Boulogne Cérémonie d'ouverture des Jeux paralympiques | Paris |       |

## Porteurs de la flamme
Le relais comptera 1 000 porteurs.

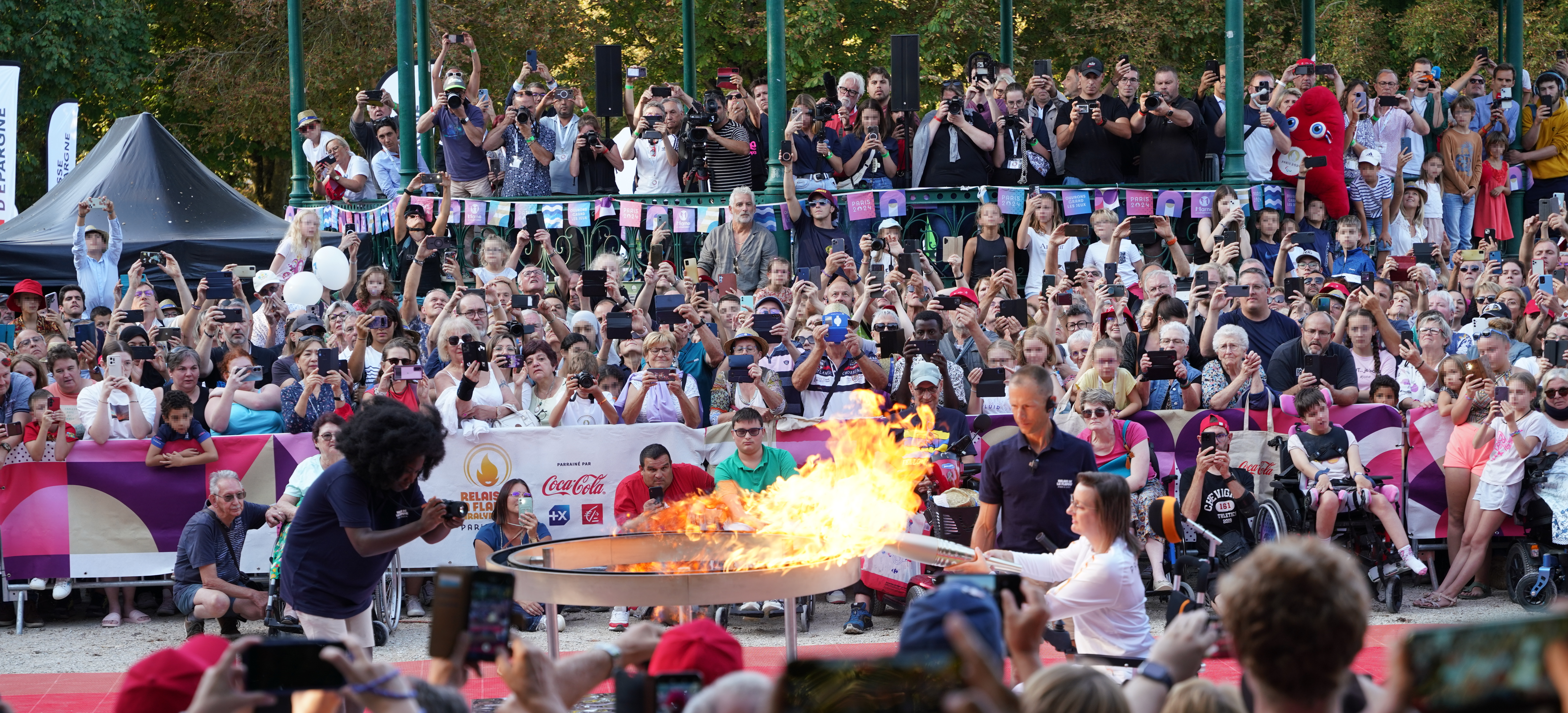
La flamme allumant la vasque (à Châlons-en-Champagne).

Au départ de Stoke Mandeville, 24 athlètes et para-athlètes britanniques effectuent le parcours ; le passage de relais avec 24 autres athlètes français a lieu dans une voie de service du tunnel sous la Manche.
Parmi les porteurs notables de la flamme, on peut citer :
- Barbara Butch
- Jackie Chan
- Georgio
- Ryadh Sallem

À la fin de la cérémonie d'ouverture, les derniers relayeurs acheminent la flamme paralympique de la place de la Concorde vers la vasque installée dans le jardin des Tuileries : Florent Manaudou, médaillé de bronze sur 50 mètres nage libre aux Jeux olympiques de 2024, apporte la flamme depuis l'avenue des Champs-Élysées. Il la transmet à Michaël Jeremiasz, champion de tennis fauteuil, puis à la para-escrimeuse italienne Bebe Vio, à la para-cycliste américaine Oksana Masters et au para-athlète allemand Markus Rehm.
Assia El Hannouni, para-athlète, Christian Lachaud, para-escrimeur, et Béatrice Hess, para-nageuse, poursuivent ce relais.
Les derniers porteurs de la flamme paralympique, qui ont allumé la vasque, sont :
- Alexis Hanquinquant, champion paralympique de para-triathlon, par ailleurs porte-drapeau ;
- Nantenin Keïta, para-athlète, championne paralympique en 2016, par ailleurs porte-drapeau (et déjà relayeuse de la flamme olympique le 8 mai 2024 à Marseille) ;
- Charles-Antoine Kouakou, para-athlète, champion paralympique du 400 mètres en 2021 ;
- Élodie Lorandi, para-nageuse, championne paralympique du 400 mètres nage libre S10 en 2012 ;
- Fabien Lamirault, quadruple champion paralympique de tennis de table[12].